# Папираста бреза
Папираста бреза (лат. Betula papyrifera Marshall) је листопадно дрво из породице бреза (Betula). Карактеристична врста у шумама северних области Северне Америке.

## Распрострањеност
Папираста бреза широко је распрострањена у северним деловима Северноамеричког континента, од Аљаске и Лабрадора на северу, до Пенсилваније и Монтане на југу.

## Опис врсте
Папираста бреза је дрво високо најчешће до 20 м, ређе и до 30 м. Понекад из исте основе расту по 2 или више дебала. Крошња одраслих јединки је уско ваљкаста. Кора младих стабала црвенкасто смеђа, код одраслих јединки прелази у белу до жућкасто белу. Љушти се у врло танким, папирастим тракама. Понекад кора, нарочито код неких варијетета (Betula papyrifera var. comutata) остаје смеђа. Ова појава јавља се локално широм ареала и верује се да је условљена еколошким факторима. Млади избојци црвенкасто смеђи, у почетку маљави, са дугуљастим лентицелама, касније голи и сјајни.
Пупољци су објајасти, зашиљени, тамнокестењасто мрки и голи, Листови су дуги 4-10 цм, јајасти, неправилно двоструко тестерасти. Са лица су тамнозелени и голи, а са наличја светложућкастозелени, голи или маљави, са смоластим жлездама дуж нерава.
Цветови су једнополни, скупљени у цвасти - ресе. Мушке ресе су дуге и висеће, а женске краће и усправне. Зреле женске ресе са плодовима осипају се, ослобађајући бројне крилате орашице.
- Промена боје коре са старошћу јединке
- Карактеристична беличаста кора
- Листови, двоструко тестерасти по ободу
- Јесења боја лишћа
- Мушке ресе

## Услови станишта
Папираста бреза је важна пионирска врста. Долази одмах након пожара, сече, или напуштања обрадивог земљишта. Прилично је прилагодљива. Воли свежа поднебља. Воли осунчане положаје, а засена јој не прија.

## Употреба
Кора папирасте брезе има висок садржај уља и самим тим је водоотпорна. Због тога су је северноамерички индијанци користили у грађевинарству, за израду одеће, а највише за облагање унутрашњости кануа, по чему је у Северној Америци позната и као кану-бреза (canoe birch). Кора папирасте брезе и данас се у Канади и на Аљасци користи у разне сврхе, укључујући и израду корпи.
Брезово уље, које се добија из коре, садржи метил салицилат, којим се лече реуматске болести и снижава температура. Још су северноамерички индијанци користили папирасту брезу у народној медицини за лечење и ублажавање различитих тегоба органа за варење.
Дрво је беличасто, релативно меко и често се користи за израду мањих дрвених предмета, какви су штипаљке за веш, калемови, штапићи за сладолед, чачкалице и др. Такође се доста користи и у индустрији папира.

## Значај у озелењавању
Папираста бреза значајна је декоративна врста, али се код нас може користити и за пошумљавање сечина, пожаришта и сличних девастираних терена. У Србији је гајена и успева на стаништима заједнице цера и сладуна (Quercetum confertae cerris). Култура ове врсте описана је на Опленцу.